# Malo Globoko
Malo Globoko – wieś w Słowenii, w gminie Ivančna Gorica. W 2018 roku liczyła 54 mieszkańców.